# Ancistrothyrsus scopae
Ancistrothyrsus scopae je biljka iz porodice trubanjevki (Passifloraceae), roda Ancistrothyrsus, nova je vrsta, opisana tek 2020. godine. Od ostale dvije vrste razlikuje se po tome što ima četkaste trihome.
Vrsta je raširena po brazilskoj državi Amazonas i Gvajani.